# Raya2 Expansión
Club Raya2 Expansión, meistens nur verkürzt als Raya2 bezeichnet, ist ein mexikanischer Fußballverein aus Monterrey, Nuevo León, der als Farmteam des CF Monterrey gegründet wurde, um ab der Saison 2021/22 in der zweitklassigen Liga de Expansión MX zu spielen. 

## Vorgeschichte
Als die Liga de Expansión zur Saison 2020/21 als Nachfolgeliga der Ascenso MX ins Leben gerufen wurde, starteten darin auch zwei Farmteams von Vereinen aus der höchsten mexikanischen Spielklasse: die Pumas Tabasco als Zweitmannschaft des Hauptstadtvereins UNAM Pumas und der Club Deportivo Tapatío, der vom Club Deportivo Guadalajara kontrolliert wird. 
Ein Jahr später entschloss sich auch der CF Monterrey, wieder einen Verein in der zweiten Liga zu unterhalten, nachdem er von 1995 bis 2001 mit Saltillo Soccer schon einmal einen Verein in der alten Primera División 'A' unterhalten hatte. Als die Lizenz an seinen Lokalrivalen UANL Tigres verkauft wurde, durfte dessen Farmteam Tigrillos de la UANL fortan in der zweithöchsten Spielklasse antreten. Im Jahr 2005 erwarb der CF Monterrey die Lizenz zurück und schickte in den letzten Jahren der bis 2009 bestehenden Primera División 'A' sein neues Farmteam mit der Bezeichnung Rayados 1A ins Rennen. 

## Geschichte von Raya2
Das heutige Farmteam mit der Bezeichnung Raya2 Expansión startete in der Saison 2021/22 und belegte in dieser mit dem 14. Platz in der Apertura 2021 und dem 15. Platz in der Clausura 2022 jeweils einen der hinteren Plätze im Teilnehmerfeld von 17 Mannschaften.